# Gerhart Jander
Gerhart August Jander (* 26. Oktober 1892 in Altdöbern; † 8. Dezember 1961 in Berlin) war ein deutscher Chemiker.

## Leben und Wirken
Jander besuchte das altsprachliche Gymnasium Ernestinum in Rinteln, an dem er 1912 sein Abitur ablegte. Er studierte ab 1912 Chemie in München und Berlin. 1917 wurde er mit einer Arbeit Über die Tellursäure und ihre Alkalisalze in ihrem Verhalten als Halbkolloide bei Arthur Rosenheim an dessen privatem Wissenschaftlich-chemischen Laboratorium Berlin N promoviert. Von 1918 bis 1922 war er Assistent bei Richard Zsigmondy und Adolf Windaus in Göttingen. 1921 habilitierte er sich und wurde 1922 Abteilungsvorsteher der anorganischen Chemie an der Universität Göttingen. 
Jander war früh ein überzeugter Nationalsozialist. Zusammen mit seinem Bruder Wilhelm beteiligte er sich am Hitler-Putsch 1923 in München. Zum 9. März 1925 trat er der wieder zugelassenen NSDAP bei (Mitgliedsnummer 2.970). 1925 wurde er in Göttingen zum außerordentlichen Professor ernannt.
Er beschäftigte sich schon seit den 1920er-Jahren im Auftrag der Reichswehr mit der Entwicklung von chemischen Kampf- und Maskenstoffen, wobei er in Göttingen von seinem Privatassistenten Rudolf Mentzel unterstützt wurde. Am 25. April 1931 nahm er als wissenschaftlicher Mitarbeiter an der Jahrestagung der Reichswehrforscher zur Entwicklung neuer Maskenmaterialien teil. Nach der „Machtergreifung“ der Nationalsozialisten wurde er 1933 als Nachfolger des aus dem Amt gedrängten Fritz Haber zum kommissarischen Direktor des Kaiser-Wilhelm-Instituts für physikalische Chemie in Berlin bestimmt. Zusammen mit seinem Assistenten Karl Friedrich Jahr veröffentlichte er hier sein kleines Skriptum Maßanalyse.
1935 trat er von der KWI-Leitung zurück und nahm einen Ruf als ordentlicher Professor und Direktor an der Universität Greifswald an. Zusammen mit seinem Mitarbeiter Hans Spandau verfasste er hier bis 1940 die erste Auflage von Kurzes Lehrbuch der Anorganischen Chemie. Während des Zweiten Weltkriegs veranlassten ihn Restriktionen und Verhaftungen in seinem persönlichen Umfeld zu einer wachsenden Distanzierung vom Nationalsozialismus und schließlich 1944 zum Austritt aus der NSDAP. Umgekehrt förderten Personen wie Springer und Liebknecht 1945 Janders schnellen Entnazifizierungsprozess, denn der Greifswalder Lehrkörper musste bis zur Wiederaufnahme des Hochschulbetriebs im Februar 1946 vollständig von NSDAP-Parteimitgliedern befreit werden. In der ersten Nachkriegszeit erstellte er mit seiner Mitarbeiterin Hildegard Wendt die erste Auflage des Lehrbuchs Einführung in das anorganisch-chemische Praktikum, es erschien 1948 in Westdeutschland. 1949 begann Klaus Brodersen nach bestandener Diplomprüfung bei ihm seine Promotion „Die Chemie in geschmolzenem Quecksilber(II)-bromid“. Im Mai 1951, kurz nach Brodersens Promotion, flüchtete Jander aus der sowjetischen Besatzungszone. Hans Beyer übernahm 1951 seinen Lehrstuhl in Greifswald.
1951 wurde Jander Direktor des Instituts für Anorganische Chemie an der TU Berlin. 1952 erschien die erste Auflage seines Werks Lehrbuch der analytischen und präparativen anorganischen Chemie (Mit Ausnahme der quantitativen Analyse). Jander wurde 1960 emeritiert. Er war verheiratet und hatte zwei Kinder. Der Sohn studierte ebenfalls Chemie.

## Werk
In den 1920er- und 1930er-Jahren befasste sich Jander mit der Entwicklung der Konduktometrie für quantitative Analysen. Er war maßgeblicher Wegbereiter dieser Methode in der Analytik. Wichtig sind seine konduktometrischen Arbeiten mit Schwefeldioxid. Jander forschte über Iso- und Hetero-Polysäuren und -Polybasen und nutzte viele physikochemische Verfahren (Konduktometrie, Bestimmung von Diffusionskoeffizienten, potentiometrische und thermometrische Titration). Er untersuchte die Umwandlung von Monoanionen zu Polyanionen (bei Aluminium-, Chrom- und Eisenionen). Ein weiteres Arbeitsgebiet war die Bestimmung von Dialyse- und Diffusionskoeffizienten, Herstellung von Membran- und Ultrafeinfiltern.

## Schriften
- Gerhart Jander, Karl Friedrich Jahr: Maßanalyse. Sammlung Göschen. Walter de Gruyter & Co., 16. Auflage 2003
- Gerhart Jander, Hans Spandau: Kurzes Lehrbuch der allgemeinen und anorganischen Chemie. Springer, 7. Auflage 1973
- Gerhart Jander, Ewald Blasius: Lehrbuch der analytischen und präparativen anorganischen Chemie. Hirzel, Stuttgart, 16. Auflage 2006 (bearbeitet von Joachim Strähle, Eberhard Schweda)
- Gerhart Jander, Ewald Blasius: Einführung in das anorganisch-chemische Praktikum (einschliesslich der quantitativen Analyse). Hirzel, Stuttgart, 15. Auflage 2005 (bearbeitet von Joachim Strähle, Eberhard Schweda)